# 崇圣寺 (大理)
25°42′26″N 100°08′31″E / 25.70712°N 100.14200°E
崇圣寺位于中国云南省大理白族自治州大理市大理古城西北1.5公里处，原寺曾经是南诏、大理国皇家寺院。
现在的崇圣寺建于2005年。寺内的三塔建于南诏时期，现在是全国重点文物保护单位。崇圣寺三塔文化旅游区是国家5A级旅游景区。

## 沿革
崇圣寺始建於南诏丰佑年间（824～859年），在大理國時期擴展為890間屋子、11400尊佛像、三閣、七樓、九殿及百廈，被稱為“佛都”。大理国22代国王中，就先后有9位到崇圣寺出家为僧。
崇圣寺曾有五大重器：
1. 三塔
2. 南诏建極大鐘，鑄於南诏建極十二年（871年）
3. 雨銅觀音銅像，鑄於南诏中興二年（899年），毁于文化大革命
4. 元代高僧圓護大師書寫的“證道歌碑”及“佛都匾”
5. 明代的“三聖金像”

崇圣寺经明清战争、清军围剿杜文秀、文化大革命等浩劫最终被毁，五大重器只剩下三塔。
2005年大理旅游集团重建崇圣寺，共耗资1.82亿元。现崇圣寺占地600亩，东西长1136米，南北宽352米，建筑面积20080平方米。方丈为中国佛教协会常务副会长圣辉。
- 山门
- 山门
- 雨铜观音殿
- 崇圣寺三塔